# Federacja

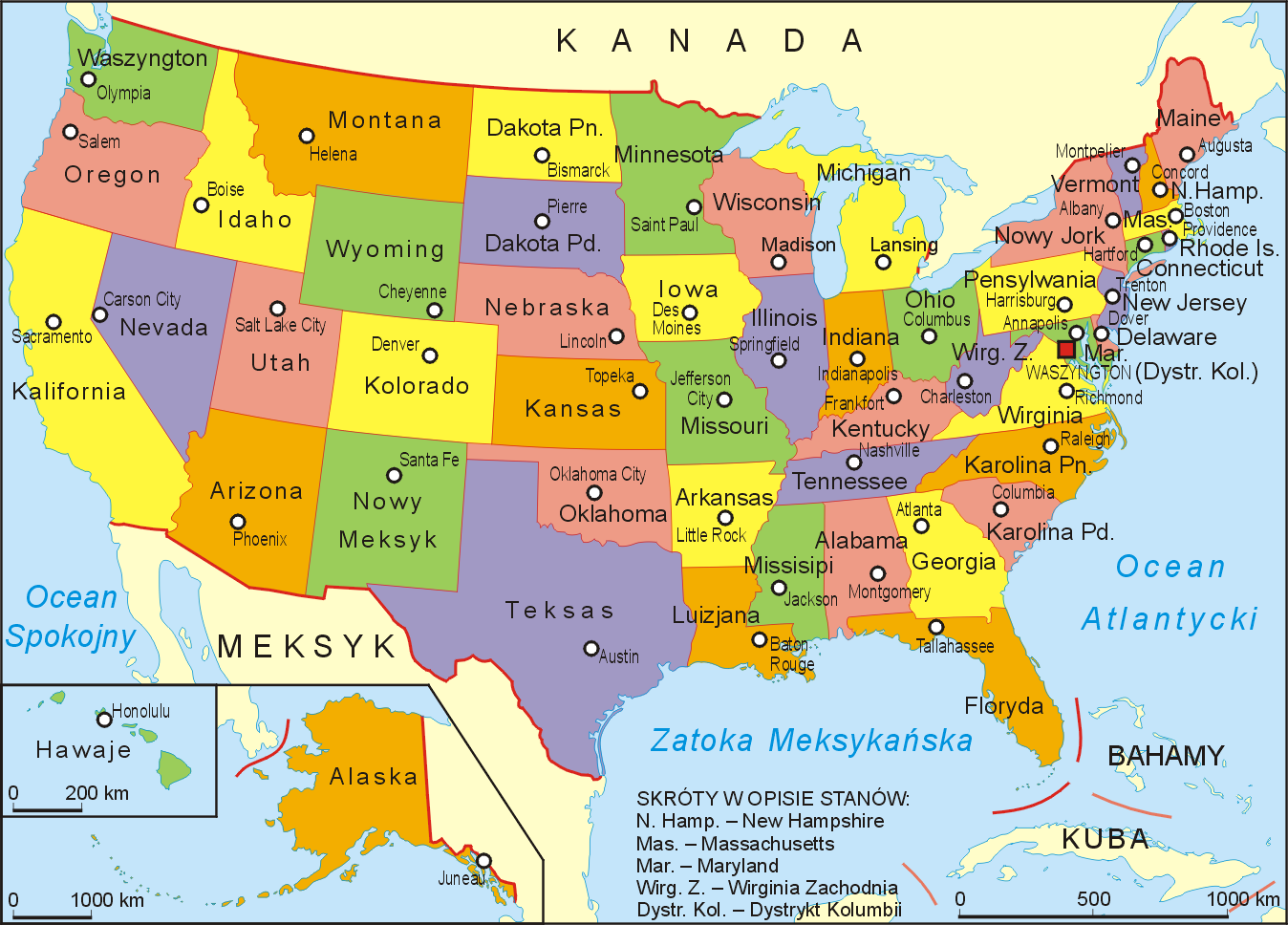
USA, przykład państwa federacyjnego podzielonego na stany

Federacja (łac. foedus – „przymierze”, „związek”), in. państwo związkowe, państwo federalne, ang. federal state) – państwo składające się z części obdarzonych autonomią (stanów, krajów związkowych, prowincji, kantonów lub emiratów), ale posiadających wspólny (federalny) rząd.
Części tworzące federację posiadają zwykle szeroką autonomię wewnętrzną oraz tworzą w niektórych kwestiach własne prawa; wspólne są waluta oraz polityka zagraniczna i obronna.

## Historyczne znaczenie federacji
Federacja w starożytnej Grecji była formą uzależnienia polis. Był to związek polityczny greckich polis z Macedonią, w którym polis musiały całkowicie podporządkować się Filipowi II w polityce zagranicznej, lecz zachowały samodzielność w swojej polityce wewnętrznej.

## Cechy federacji
Profesor Konstanty Wojtaszczyk na podstawie powtarzających się rozwiązań stosowanych w państwach federacyjnych i ich właściwości, wyróżnił następujące cechy federacji:
1. Terytorium państwa federacyjnego, pod względem polityczno-administracyjnym nie jest jednolitą całością; składa się ono z terytoriów podmiotów federacji, pozbawionych prawa pełnego uczestnictwa w stosunkach międzynarodowych i z reguły niemających prawa secesji.
2. Podmioty federacji rozporządzają władzą ustrojodawczą i ustawodawczą, tzn. mają prawo przyjęcia własnej konstytucji i uchwalenia, w ramach podziału kompetencji, ustaw obowiązujących na własnym terytorium. Zgodnie z zasadą subordynacji, akty te powinny być zgodne z ustawodawstwem federacji. Federalne organy ustawodawcze mogą ponadto wydawać specjalne akty prawne dla poszczególnych członków federacji.
3. Części składowe federacji mogą mieć własny system prawny i sądowy.
4. Istnieje podwójne obywatelstwo: każdy obywatel w większości państw jest obywatelem związku i odpowiedniej części składowej federacji (tak jest w Austrii, Niemczech, Szwajcarii, Stanach Zjednoczonych).
5. Parlament związkowy jest przeważnie dwuizbowy; interesy podmiotów federacji reprezentuje izba wyższa. Występują dwie zasady reprezentowania części składowej: zasada równego przedstawicielstwa (na przykład w Stanach Zjednoczonych po dwóch senatorów z każdego z pięćdziesięciu stanów, a w Szwajcarii po dwóch deputowanych z każdego z dwudziestu sześciu kantonów w Radzie Kantonów) oraz zasada przedstawicielstwa zróżnicowanego w zależności od liczby ludności (w Australii, Kanadzie, Niemczech).
6. Istnieje podział kompetencji między federację i jej części składowe. Praktyka ustrojowa różnych państw federacyjnych wskazuje na trojakiego rodzaju rozwiązania w tym zakresie. Są to:
  - dualistyczny federalizm (w Stanach Zjednoczonych, Szwajcarii, Meksyku, Brazylii, Australii), gdzie konstytucja państwa związkowego ustanawia sferę wyłącznej kompetencji związku poprzez wskazanie kwestii, do których tylko władze federalne mogą wydawać akty normatywne; wszystkie pozostałe, niezastrzeżone przez konstytucję, należą do kompetencji podmiotów federacji
  - zasada wyłącznej kompetencji związku i sfery tak zwanych konkurencyjnych kompetencji (w Austrii, Niemczech)
  - trójczłonowy system rozgraniczania kompetencji, polegający na wyróżnieniu wyłącznych kompetencji związku, wyłącznych kompetencji części składowych związku oraz wspólnych kompetencji władz centralnych i władz podmiotu federacji (w Indiach).

## Państwa federacyjne

Państwa federacyjne na świecie (kolor zielony)

| Państwo                      | Forma rządów | Części składowe federacji | Pozostałe jednostki administracyjne | Głowa państwa  |
| ---------------------------- | ------------ | --- | --- | -------------- |
| Argentyna                    | republika    | - 23 prowincje - Buenos Aires - Catamarca - Chaco - Chubut - Córdoba - Corrientes - Entre Ríos - Formosa - Jujuy - La Pampa - La Rioja - Mendoza - Misiones - Neuquén - Río Negro - Salta - San Juan - San Luis - Santa Cruz - Santa Fe - Santiago del Estero - Ziemia Ognista - Tucumán | Buenos Aires | prezydent      |
| Australia                    | monarchia    | - 6 stanów - Australia Południowa - Australia Zachodnia - Nowa Południowa Walia - Queensland - Tasmania - Wiktoria | - 3 terytoria federalne - Australijskie Terytorium Stołeczne - Terytorium Jervis Bay - Terytorium Północne - oraz 7 terytoriów zależnych - Australijskie Terytorium Antarktyczne - Norfolk - Wyspa Bożego Narodzenia - Wyspy Ashmore i Cartiera - Wyspy Heard i McDonalda - Wyspy Kokosowe - Wyspy Morza Koralowego | król           |
| Austria                      | republika    | - 9 krajów związkowych - Burgenland - Karyntia - Dolna Austria - Górna Austria - Salzburg - Styria - Tyrol - Vorarlberg - Wiedeń | – | prezydent      |
| Belgia                       | monarchia    | - 3 regiony - Region Waloński - Region Flamandzki - Region Stołeczny Brukseli | – | król           |
| Bośnia i Hercegowina         | republika    | - 2 części składowe - Federacja Bośni i Hercegowiny - Republika Serbska | Dystrykt Brczko | Prezydium      |
| Brazylia                     | republika    | - 26 stanów - Acre - Alagoas - Amapá - Amazonas - Bahia - Ceará - Espírito Santo - Maranhão - Mato Grosso - Mato Grosso do Sul - Minas Gerais - Pará - Paraíba - Parana - Pernambuco - Piauí - Rio de Janeiro - Rio Grande do Norte - Rio Grande do Sul - Rondônia - Roraima - Santa Catarina - São Paulo - Sergipe - Tocantins | Dystrykt Federalny | prezydent      |
| Etiopia                      | republika    | - 10 regionów - Afar - Amhara - Bienszangul-Gumuz - Region Ludów Gambeli - Region Ludu Hareri - Oromia - Sidama - Somali - Region Narodów, Narodowości i Ludów Południa - Tigraj | - 2 miasta wydzielone - Addis Abeba - Dire Daua | prezydent      |
| Indie                        | republika    | - 28 stanów - Andhra Pradesh - Arunachal Pradesh - Asam - Bengal Zachodni - Bihar - Chhattisgarh - Goa - Gudźarat - Haryana - Himachal Pradesh - Jharkhand - Karnataka - Kerala - Madhya Pradesh - Maharasztra - Manipur - Meghalaya - Mizoram - Nagaland - Orisa - Pendżab - Radżastan - Sikkim - Tamilnadu - Telangana - Tripura - Uttarakhand - Uttar Pradesh | - 9 terytoriów - Andamany i Nikobary - Czandigarh - Dadra i Nagarhaweli - Daman i Diu - Dżammu i Kaszmir - Ladakh - Lakszadiwy - Puducherry - Terytorium Stołeczne Delhi | prezydent      |
| Irak                         | republika    | - 18 prowincji (muhafazatów) - Bagdad - Salah Ad-Din - Dijala - Wasit - Majsan - Basra - Zi Kar - Al-Musanna - Al-Kadisijja - Babilon - Karbala - An-Nadżaf - Al-Anbar - Niniwa* - Dahuk* - Irbil* - Kirkuk* - As-Sulajmanijja* | Kurdystan* | prezydent      |
| Kanada                       | monarchia    | - 10 prowincji - Ontario - Quebec - Nowa Szkocja - Nowy Brunszwik - Manitoba - Kolumbia Brytyjska - Wyspa Księcia Edwarda - Saskatchewan - Alberta - Nowa Fundlandia i Labrador | - 3 terytoria - Terytoria Północno-Zachodnie - Jukon - Nunavut | król           |
| Komory                       | republika    | - 3 autonomiczne regiony - Anjouan - Mohéli - Ngazidja | – | prezydent      |
| Malezja                      | monarchia    | - 13 stanów - Johor - Kedah - Kelantan - Malakka - Negeri Sembilan - Pahang - Perak - Perlis - Penang - Selangor - Terengganu - Sabah - Sarawak | - 3 terytoria federalne - Kuala Lumpur - Putrajaya - Labuan | król           |
| Meksyk                       | republika    | - 31 stanów + 1 miasto - Aguascalientes - Kalifornia Dolna - Kalifornia Dolna Południowa - Campeche - Chiapas - Chihuahua - Coahuila - Colima - Durango - Guanajuato - Guerrero - Hidalgo - Jalisco - Meksyk - Michoacán - Morelos - Nayarit - Nuevo León - Oaxaca - Puebla - Querétaro - Quintana Roo - San Luis Potosí - Sinaloa - Sonora - Tabasco - Tamaulipas - Tlaxcala - Veracruz - Jukatan - Zacatecas - Meksyk | – | prezydent      |
| Mikronezja                   | republika    | - 4 stany - Chuuk - Kosrae - Pohnpei - Yap | – | prezydent      |
| Nepal                        | republika    | 7 prowincji | – | prezydent      |
| Niemcy                       | republika    | - 16 krajów związkowych - Badenia-Wirtembergia - Bawaria - Berlin - Brandenburgia - Brema - Dolna Saksonia - Hamburg - Hesja - Meklemburgia-Pomorze Przednie - Nadrenia Północna-Westfalia - Nadrenia-Palatynat - Saara - Saksonia - Saksonia-Anhalt - Szlezwik-Holsztyn - Turyngia | – | prezydent      |
| Nigeria                      | republika    | - 36 stanów - Abia - Adamawa - Akwa Ibom - Anambra - Bauczi - Bayelsa - Benue - Borno - Cross River - Delta - Ebonyi - Edo - Ekiti - Enugu - Gombe - Imo - Jigawa - Kaduna - Kano - Katsina - Kebbi - Kogi - Kwara - Lagos - Nassarawa - Niger - Ogun - Ondo - Osun - Oyo - Plateau - Rivers - Sokoto - Taraba - Yobe - Zamfara | - 1 terytorium - Federalne Terytorium Stołeczne | prezydent      |
| Pakistan                     | republika    | - 4 prowincje - Beludżystan - Chajber Pasztunchwa - Pendżab - Sindh | - 1 terytorium - Terytorium Stołeczne Islamabadu - 2 regiony - Azad Dżammu i Kaszmir - Gilgit-Baltistan | prezydent      |
| Rosja                        | republika    | - 46 obwodów - Obwód amurski - Obwód archangielski - Obwód astrachański - Obwód biełgorodzki - Obwód briański - Obwód czelabiński - Obwód irkucki - Obwód iwanowski - Obwód królewiecki - Obwód kałuski - Obwód kemerowski - Obwód kirowski - Obwód kostromski - Obwód kurgański - Obwód kurski - Obwód leningradzki - Obwód lipiecki - Obwód magadański - Obwód moskiewski - Obwód murmański - Obwód niżnonowogrodzki - Obwód nowogrodzki - Obwód nowosybirski - Obwód omski - Obwód orenburski - Obwód orłowski - Obwód penzeński - Obwód pskowski - Obwód rostowski - Obwód riazański - Obwód sachaliński - Obwód samarski - Obwód saratowski - Obwód smoleński - Obwód swierdłowski - Obwód tambowski - Obwód tomski - Obwód twerski - Obwód tulski - Obwód tiumeński - Obwód uljanowski - Obwód włodzimierski - Obwód wołgogradzki - Obwód wołogodzki - Obwód woroneski - Obwód jarosławski - 21 republik - Republika Adygei - Republika Ałtaju - Republika Baszkortostanu - Republika Buriacji - Republika Dagestanu - Republika Inguska - Republika Kabardyjsko-Bałkarska - Republika Kałmucji - Republika Karaczajsko-Czerkieska - Republika Karelii - Republika Komi - Republika Maryjska - Republika Mordowii - Republika Jakucji - Republika Osetii Północnej - Republika Tatarstanu - Republika Tuwy - Republika Udmurcji - Republika Chakasji - Republika Czeczeńska - Republika Czuwaska - 9 krajów - Kraj Ałtajski - Kraj Chabarowski - Kraj Kamczacki - Kraj Krasnodarski - Kraj Krasnojarski - Kraj Nadmorski - Kraj Permski - Kraj Stawropolski - Kraj Zabajkalski - 4 okręgi autonomiczne - Czukocki Okręg Autonomiczny - Chanty-Mansyjski Okręg Autonomiczny – Jugra - Nieniecki Okręg Autonomiczny - Jamalsko-Nieniecki Okręg Autonomiczny - 2 miasta wydzielone - Moskwa - Petersburg - 1 obwód autonomiczny - Żydowski Obwód Autonomiczny | - specjalny status - Rejon ewenkijski - Wepska Gmina Narodowa - terytoria sporne - z Ukrainą - Krym - Sewastopol - z Japonią - Jużno-Kurilsk - Kurilsk - Siewiero-Kurilsk | prezydent      |
| Saint Kitts i Nevis          | monarchia    | - 2 wyspy - Saint Kitts - Nevis | – | król           |
| Somalia                      | republika    | 18 regionów | – | prezydent      |
| Stany Zjednoczone            | republika    | - 50 stanów - Alabama - Alaska - Arizona - Arkansas - Connecticut - Dakota Południowa - Dakota Północna - Delaware - Floryda - Georgia - Hawaje - Idaho - Illinois - Indiana - Iowa - Kalifornia - Kansas - Karolina Południowa - Karolina Północna - Kentucky - Kolorado - Luizjana - Maine - Maryland - Massachusetts - Michigan - Minnesota - Missisipi - Missouri - Montana - Nebraska - Nevada - New Hampshire - New Jersey - Nowy Meksyk - Nowy Jork - Ohio - Oklahoma - Oregon - Pensylwania - Rhode Island - Tennessee - Teksas - Utah - Vermont - Wirginia - Wirginia Zachodnia - Waszyngton - Wisconsin - Wyoming | - 1 dystrykt - Dystrykt Kolumbii - nieinkorporowane terytorium stowarzyszone - Mariany Północne - Portoryko - nieinkorporowane terytorium zorganizowane - Guam - Wyspy Dziewicze Stanów Zjednoczonych - nieinkorporowane terytorium niezorganizowane - Baker - Howland - Jarvis - Johnston - Kingman - Midway - Navassa - Samoa Amerykańskie - Wake - inkorporowane terytorium niezorganizowane - Palmyra - sporne - Naval Station Guantanamo Bay | prezydent      |
| Sudan                        | republika    | - 18 prowincji - Al-Dżazira - Al-Kadarif - Chartum - Darfur Południowy - Darfur Północny - Darfur Środkowy - Darfur Wschodni - Darfur Zachodni - Kassala - Kordofan Południowy - Kordofan Północny - Kordofan Zachodni - Nil - Nil Biały - Nil Błękitny - Prowincja Morza Czerwonego - Prowincja Północna - Sannar | – | prezydent      |
| Sudan Południowy             | republika    | - 10 stanów i 2 obszary - Bahr el Ghazal Północny - Bahr el Ghazal Zachodni - Lakes - Warrap - Ekwatoria Zachodnia - Ekwatoria Środkowa - Ekwatoria Wschodnia - Jonglei - Unity - Nil Górny - Obszar Pibor - Obszar Ruweng | - sporne z Sudanem: - Abyei | prezydent      |
| Szwajcaria                   | republika    | - 26 kantonów - Zurych - Berno - Lucerna - Uri - Schwyz - Obwalden - Nidwalden - Glarus - Zug - Fryburg - Solura - Bazylea-Miasto - Bazylea-Okręg - Szafuza - Appenzell Ausserrhoden - Appenzell Innerrhoden - St. Gallen - Gryzonia - Argowia - Turgowia - Ticino - Vaud - Valais - Neuchâtel - Genewa - Jura | – | Rada Związkowa |
| Wenezuela                    | republika    | - 23 stany - Anzoátegui - Apure - Aragua - Barinas - Bolívar - Carabobo - Cojedes - Delta Amacuro - Falcón - Guárico - Lara - Mérida - Miranda - Monagas - Nueva Esparta - Portuguesa - Sucre - Táchira - Trujillo - Vargas - Yaracuy - Zulia | - Dystrykt Stołeczny - terytorium - Dependencje Federalne | prezydent      |
| Zjednoczone Emiraty Arabskie | monarchia    | - 7 emiratów - Abu Zabi - Adżman - Dubaj - Fudżajra - Ras al-Chajma - Szardża - Umm al-Kajwajn | – | prezydent      |